# Том Кейфер
Карл Томас Кейфер (англ. Tom Keifer; нар. 26 січня 1961, Спрінгфілд, Пенсільванія) — американський співак, гітарист, автор пісень, вокаліст гурту Cinderella.

## Музична кар'єра
Кейфер рано навчився грати на гітарі. Під час навчання у школі почав грати в гурті.
Після закінчення школи грав на гітарі в таких групах, як «Saints in Hell», «Telapath» та «Diamonds».
У 1983 співзаснував Cinderella, який досяг успіху зі своїми альбомами «Night Songs», «Long Cold Winter» та «Heartbreak Station». Кейфер, зокрема, написав такі хіти як «Shake Me», «Nobody's Fool», «Gypsy Road», «Don't Know What You Got», «Coming Home», «Shelter Me» та «Heartbreak Station».
У 1994 році Cinderella випустила свій четвертий альбом «Still Climbing». У 1995 році гурт розпався.
У 1991 році після туру «Heartbreak Station» Кейфер втратив голос і у нього діагностували параліч лівої голосової зв'язки, що поставило під загрозу концертні виступи.
Щоб відновити голос, Кейферу довелося зробити кілька операцій і вчитися співати наново. У 2003, після тривалого відновлення, почав працювати над новими піснями. Перший сольний альбом «The Way Life Goes» був записаний у Нешвіллі й вийшов у 2013 році.

## Особисте життя
Кейфер одружений зі співачкою та авторкою пісень Саванною Сноу. У лютому 2004 року в них народився син Джайдан.

## Дискографія

### Сольні
- The Way Life Goes (2013)
- Rise (2019)

### У складі Cinderella
- Night Songs (1986)
- Long Cold Winter (1988)
- Heartbreak Station (1990)
- Still Climbing (1994)

### Сольні сингли
- The Flower Song (2013)
- Solid Ground (2013)
- The Way Life Goes (2013)
- The Death of Me (2019)
- Rise (2019)